# جيفري جيفرسون
جيفري جيفرسون (بالإنجليزية: Geoffrey Jefferson)‏‏ (10 أبريل 1886 في ستوكتون أون تيز ‏ - 29 يناير 1961 ) طبيب أعصاب، وجراح من المملكة المتحدة.

## الجوائز
- زميل في الجمعية الملكية
- نيشان الامبراطورية البريطانية من رتبة قائد
- ميدالية ليستر
- Fedor-Krause Medal  [لغات أخرى]‏